# ترانس ولتاژ

ترانسفورماتور ولتاژ ۳۳ کیلو ولتی در یک پست برق.

ترانسفورماتور ولتاژ (به انگلیسی: Voltage Transformer) یا اصطلاحاً VT) PT)، ترانسفورماتور خاصی است که اولیه‌ای با ولتاژ زیاد و ثانویه‌ای با ولتاژ کم دارد. توان نامی این ترانسفورماتور بسیار کم است و تنها هدف آن فراهم کردن نمونه‌ای از ولتاژ سیستم قدرت برای دستگاه‌های اندازه‌گیری و کنترل است. چون عملکرد ترانسفورماتور ولتاژ به منظور نمونه‌گیری ولتاژ به کار می‌رود، می‌بایست بسیار دقیق عمل کند تا موجب اعوجاج ولتاژهای واقعی نشود. ترانسفورماتورهای ولتاژ از لحاظ دقت در کلاس‌های مختلفی ساخته می‌شوند و هنگام خرید باید با توجه به دقت مورد نیاز در اندازه‌گیری به این کلاس‌ها توجه کرد.
دو سر خروجی ترانس ولتاژ برخلاف ترانس جریان هیچ‌گاه نباید اتصال کوتاه شود.